# Carlo Queeckers
Carlos Joseph Marie Thérèse Queeckers (Brussel, 25 februari 1906 - Ukkel, 24 juni 1969) was een Belgische filmmaker die voornamelijk actief was in de jaren 30 van de twintigste eeuw.
In 1934 schrijft La Libre Belgique over de jonge cineast:
“Carlo Queeckers fait figure de privilégie. Nous lui disons tout net. Venu de la peinture au septième art, transfuge des esthétiques immobilies qu'il continue à enseigner ou à commenter dans une de nos grandes écoles, il a fait son domaine des images et se trouve à présent à la tête d'une oeuvre que l'on peut qualifier d'importante."
In 2018 ontstond uit een samenwerking tussen de Abdij van Tongerlo en CINEMATEK een gedigitaliseerde versie van Het Leven eener grote Abdij (1930).

## Levensloop
De Belgische filmmaker Carlo Queeckers, echtgenoot van Germaine Cnops en vader van Alain en Bernard Queeckers, heeft naast een aantal ongerealiseerde projecten een zevental interessante films op zijn naam staan, waarvan enkel Het leven eener grote abdij bewaard is gebleven. Ook over het leven van Queeckers is weinig bekend. Hij volgde een kunstopleiding aan het Institut Jean Béthune, de voorloper van het huidige Institut Saint-Luc in Brussel. Toen hij er in 1928 afzwaaide wist hij de Grand Prix de Peinture van de school in de wacht te slepen. Queeckers ging er vervolgens ook zelf aan de slag als tekenleraar.
Intussen zette hij zijn eerste stappen als cineast. Krantenartikelen over de stadsfilms Vlaamse kermis (1929) en Brusselse melodie (1929) prijzen zijn gevoel voor ritme en montage. Queeckers gold als een vertegenwoordiger van de avant-garde in de Belgische film en werd in één adem genoemd met Henri Storck en Charles Dekeukeleire. Uit dezelfde periode zou er ook sprake zijn van een Antwerpse film, getiteld L’Emigrant. Kort daarop kreeg Queeckers de opdracht een film te maken over de abdij van Tongerlo, wat in Het leven eener groote abdij (1930) en het kortere Clôture, entrée interdite/Slot, toegang verboden (1931) zou resulteren.
In de periode 1933–1934 trok hij tot tweemaal toe met enkele vrienden, die zichzelf ‘La Caravane’ noemden, naar Portugal om zich te laten inspireren door de lokale natuur en cultuur. 'La Caravane' bestond uit een groepje Belgische artiesten: Marcel Hastir, Charles Smet, Charles van Hamme en Queeckers zelf. Deze groep was ontstaan uit het idee om algemene (individuele) inspanningen te verminderen en productie te verbeteren. Tijdens de eerste reis, naar de Azoren, draaide Queeckers de documentaire Synthèse des Açores (1933) en schreef een synopsis voor het in Portugal gesitueerde maar wellicht nooit gerealiseerde La Femme Lointaine (1933). Zijn reisgezellen, de schilders Marcel Hastir en Charles Smet, organiseerden achteraf een tentoonstelling met hun, in de Azoren ontstane, kunstwerken. Tijdens de tweede reis, naar het Portugese vasteland, draaide Queeckers de langspeelfilm La païenne/Het heidensch meisje (1933-1934). Om deze reis te kunnen bekostigen, kregen zij onder meer steun van Vox Film, kregen ze filmrollen van Gevaert en een camera van een kennis in de Azoren. Van Minerva Motors kregen ze ten slotte nog een auto, waarna de reis kon beginnen. In hun brief aan Minerva Motors beloven ze een centrale plaats voor de auto in de film die een soort "reisfilm" zou worden. Ze vertrokken uiteindelijk op 6 september 1933.
Hoewel het doel van La païenne was een artistieke langspeelfilm te draaien, wilde de groep ook graag het toerisme in Portugal steunen. Volgens een plaatselijke journalist kon de film perfect als reclame ingezet worden om meer toeristen te lokken. 
Typerend voor Queeckers is dat hij, naast de Russische actrice Vera de Kyrpotine, de lokale bevolking een centrale rol geeft in deze film. Dit deed hij ook in de Tongerlofilm en het was alleszins ook zijn bedoeling voor de film die hij in 1931 in de Kempen plande te draaien, La Légende de Sainte-Dymphne. In 1934 volgde nog Le mas d’Icare, een film gerealiseerd ter illustratie van een muziekstuk van de Belgische componist Paul Gilson.
Na deze snelle opeenvolging van filmprojecten, verdwijnt zijn naam uit de pers en de archieven. Hij bleef doceren aan het Institut Saint-Luc te Brussel, waar hij tussen 1935 en 1940 het vak animatietekenen gaf aan onder meer Eddy Paape en Jacques Eggermont, die bekendheid zouden verwerven binnen de animatie- en stripwereld. Wanneer in 1953 de televisie zijn intrede doet in België, behoort Queeckers tot de allereerste tv-medewerkers binnen het Nationaal Instituut voor de Radio-omroep. Voor de Radio-Télévision belge de la Communauté française (RTBF) werkte hij vervolgens tot in de jaren 1960 mee aan voornamelijk kinder- en jeugdprogramma’s.

## Stijl en invloeden
In La Libre Belgique vertelt Carlo Queeckers tijdens een interview over zijn werkwijze:
"J'aime, dit-il, le travail tranquille. Au studio, l'atmosphère me semble étouffante. Je ne recherche jamais les discussions d'écoles ou de formules. Je m'attache à ce qui me plaît. C'est toute l'histoire de ma vocation de cinéaste, déterminée par une inspiration que certains taxeraient d'obscurité. Je n'éprouve pas une grande sympathie pour le roman, ni à l'écran ni ailleurs. Je pense qu'il est, entre lui et le lyrisme pur, un compromis qui pourrait se fonder sur l'observation patiente des gens et des choses..."
Verder weidde hij ook uit over een aantal films die hem inspireerden. Hij noemt Napoléon (1927) van Abel Gance, Zoo in Budapest (1933) - een productie van Jesse L. Lasky en One Way Passage (1932) met Kay Francis in de hoofdrol.
Queeckers wordt door menig journalist geprezen om de sterke ritmiek, de snelle montages en het gevoel voor dramatiek.

## Filmografie
- Vlaamse kermis (1929)
- L'Emigrant (1929) [vermoedelijk niet gerealiseerd]
- Brusselse Melodie (1929 - 1930)
- Het Leven eener groote Abdij (1930)
- Slot, toegang verboden ! (1931)
- La Légende de Sainte-Dymphne (1931) [vermoedelijk niet gerealiseerd]
- La Femme Lointaine (1933) [vermoedelijk niet gerealiseerd]
- Synthese van de Azoren (1933)
- Het heidensch meisje (1933 - 1934)
- Le mas d’Icare (1933 - 1934) [vermoedelijk niet gerealiseerd]